# Thích Đức Thiện
Thích Đức Thiện, tên thật là Nguyễn Tiến Thiện, sinh ngày 5 tháng 4 năm 1966 tại thôn Đông Bình, thị trấn Gia Bình, huyện Gia Bình, tỉnh Bắc Ninh, Việt Nam. Hiện ông là Phó Chủ tịch, Tổng Thư ký Hội đồng Trị sự Giáo hội Phật giáo Việt Nam.

## Sự nghiệp

### 2017
Năm 2017, ông đã tham gia và tổ chức mời Hệ phái Phật giáo An Nam tông Thái Lan về thăm Việt Nam được Chủ tịch nước đón tiếp. Ông đã chủ động đề xuất với Bộ Ngoại giao trong việc bảo tồn 25 ngôi chùa Việt Nam tại Thái Lan được gọi là An Nam Tông có nguồn gốc hơn 250 năm.

### 2018
Năm 2018, Ông điều hành về lĩnh vực hoạt động đối ngoại, giao lưu quan hệ Phật giáo quốc tế, Giáo hội Phật giáo Việt Nam đã thực hiện tốt đường lối đối ngoại, chủ trương của Đảng và Nhà nước là bạn, là đối tác tin cậy của tất cả các nước trên thế giới. Giáo hội Phật giáo Việt Nam đã đạt nhiều thành tựu quan trọng trong hoạt động đối ngoại nhân dân góp phần nâng cao hình ảnh tốt đẹp và vị thế của Việt Nam trong cộng đồng quốc tế. Thích Đức Thiện Là người đưa ra ý kiến đề xuất và tham mưu chủ trương thành lập các Hội Phật tử Việt Nam ở nước ngoài tại châu Á, châu Âu, và châu Phi; Thành lập Hội Phật tử Việt Nam tại Nga, Séc, Ba Lan, Angola, Mozambique, và Đóng góp trực tiếp thành lập Ban Điều phối GHPGVN tại Lào năm 2018.

### 2019
Năm 2019, Ông là người trực tiếp tổ chức thực hiện thành công Đại lễ Vesak Liên hợp quốc lần thứ 3 tại Việt Nam năm 2019 tại chùa Tam Chúc, Hà Nam. Thành công của Vesak tại Việt Nam đã khẳng định vai trò, vị thế của Giáo hội Phật giáo Việt Nam trong cộng đồng Phật giáo thế giới từ sự chủ động, sáng tạo, đưa ra các định hướng chủ đạo mang tính toàn cầu qua đó quảng bá hình ảnh đất nước và con người Việt Nam với bạn bè khắp năm châu.

### 2020 - 2022
Trong bối cảnh nhiệm kỳ VIII(2017-2022) có nhiều biến động do ảnh hưởng của dịch bệnh Covid-19, Thích Đức Thiện với nhiệm vụ được giao là Phó Chủ tịch, Tổng Thư ký Hội đồng Trị sự, Trưởng ban Phật giáo Quốc tế Trung ương, ông đã luôn luôn phấn đấu rèn luyện gìn giữ đạo hạnh tốt, thể hiện tâm huyết phụng sự, năng động, nhiệt tình, chủ động và có nhiều sáng tạo đổi mới trong cơ cấu tổ chức và phương thức điều hành các hoạt động Phật sự của toàn hệ thống Giáo hội từ Trung ương đến địa phương. Tạo nên một động lực mới và nâng cao hiệu quả trong tổ chức, điều hành Phật sự, tạo sự hỗ trợ, gắn bó các sơn môn, hệ phái Phật giáo trong Giáo hội, tăng cường sự đoàn kết hòa hợp trong Tăng Ni, Phật tử và đoàn kết dân tộc. Qua đó, toàn Giáo hội đã hoàn thành xuất sắc các mục tiêu, phương hướng hoạt động Phật sự mà Nghị quyết Đại hội Phật giáo toàn quốc đã đề ra.
Trong công tác quản lý, điều hành hoạt động của Giáo hội, Thích Đức Thiện chấp hành tốt các chủ trương, đường lối của Đảng, Nhà nước về công tác tôn giáo, pháp luật của nhà nước, nhất là căn cứ vào Luật Tín ngưỡng, tôn giáo và Nghị định 162/NĐ-CP của Chính phủ. Ông luôn chủ động lập kế hoạch, và rất sát sao chỉ đạo tổ chức triển khai thực hiện, đôn đốc, kiểm tra việc thực hiện chương trình hoạt động Phật sự của các Ban, Viện Trung ương, 02 Văn phòng Trung ương Giáo hội, và các Ban Trị sự GHPGVN các địa phương, qua đó Giáo hội Phật giáo Việt Nam đã đạt được nhiều thành tựu quan trọng trên mọi lĩnh vực chuyên môn như Tăng sự, Hoằng pháp, Giáo dục Phật giáo, Hướng dẫn Phật tử, Văn hóa, Nghi lễ, Pháp chế, Kiểm soát, Thông tin Truyền thông, đặc biệt là công tác Từ thiện xã hội đạt hàng ngàn tỷ đồng, hoạt động đối ngoại quốc tế đạt nhiều thành tích nổi bật khẳng định vai trò của GHPGVN trong hội nhập quốc tế thể hiện đường lối đúng đắn của Đảng và Nhà nước trong lĩnh vực đối ngoại nhân dân, ngoại giao văn hóa.
Ông tham mưu cho Ban Thường trực Hội đồng Trị sự thực hiện sự lãnh đạo, chỉ đạo sát sao, kịp thời, linh hoạt và hiệu quả công tác phòng, chống dịch bệnh Covid-19. Toàn Giáo hội, Tăng Ni, Phật tử các chùa đã thực hiện nghiêm, đạt kết quả rất tốt việc phòng, chống dịch bệnh theo chỉ đạo của Chính phủ, Bộ Y tế, và Chính quyền các địa phương trong cả nước. Thích Đức Thiện hưởng ứng lời kêu gọi của Tổng Bí thư, Chủ tịch nước, Thủ tướng Chính phủ đóng góp tích cực vào Quỹ phòng, chống dịch bệnh Covid-19, Quỹ Vắc Xin, và các cuộc vận động của các địa phương trị giá hàng nghìn tỷ đồng của toàn Giáo hội. Ông Là người khởi sướng và phát động phong trào “Bữa cơm yêu thương trong vùng tâm dịch”, phát động phong trào Tăng Ni trẻ xung phong vào vùng tâm dịch phục vụ chống dịch và chăm sóc bệnh nhân trong các bệnh viện dã chiến, thu dung Covid-19 tại các tỉnh phía Nam.
Thích Đức Thiện tổ chức thực hiện cứu trợ nhân đạo quốc tế, năm 2021, phối hợp với Bộ Ngoại giao, Liên hiệp các tổ chức hữu nghị Việt Nam, Đại sứ quán Việt Nam tại Ấn Độ ủng hộ Chính phủ và nhân dân Ấn Độ chống dịch Covid-19 chủng Delta máy thở, trang thiết bị y tế trị giá hơn 18 tỷ đồng; Ủng hộ Chính phủ và nhân dân Nepal hơn 2 tỷ đồng. Năm 2022, phối hợp với Hội hữu nghị Việt Nam –Srilanka và Đại sứ quán Việt Nam tại Sri Lanka ủng hộ hơn 2 tỷ đồng. Qua đó nâng cao vai trò, vị thế, hình ảnh Việt Nam và tăng cường tình hữu nghị với các nước trên thế giới.

### Hiện tại
Thích Đức Thiện tham mưu cho Ban Thường trực Hội đồng Trị sự hoạch định các chương trình hoạt động Phật sự hàng năm của Giáo hội theo Nghị quyết Đại hội Phật giáo toàn quốc và Phương hướng hoạt động Phật sự nhiệm kỳ VIII đã đề ra. Thực hiện sự quản lý, điều hành, chỉ đạo tổ chức triển khai thực hiện, đôn đốc, kiểm tra việc thực hiện chương trình hoạt động Phật sự của các Ban, Viện Trung ương, 02 Văn phòng Trung ương Giáo hội, và các Ban Trị sự GHPGVN các địa phương.
Năm 2024, Thích Đức Thiện ký văn bản tuyên bố một công dân Việt Nam được cho là thực hành lối tu khổ hạnh của Đức Phật Thích Ca Mâu Ni không phải là nhà sư. Vụ việc gây dư luận trái chiều nhưng phần đông đều cho rằng văn bản này không hợp lý.

## Các hình thức đã được khen thưởng
| Năm  | Hình thức khen thưởng                                             | Số, ngày, tháng, năm của quyết định khen thưởng; cơ quan ban hành quyết định |
| 2008 | Bằng khen của Thủ tướng Chính phủ                                 | Thủ tướng Chính phủ                                                          |
| 2010 | Bằng khen của UBND tỉnh Bắc Ninh                                  | UBND tỉnh Bắc Ninh                                                           |
| 2012 | Huân chương Đại đoàn kết dân tộc                                  | Chủ tịch nước                                                                |
| 2014 | Bằng khen của UBND tỉnh Cao Bằng                                  | UBND tỉnh Cao Bằng                                                           |
| 2015 | Kỷ niệm chương của Ban Dân vận Trung ương                         | Ban Dân vận TƯ                                                               |
| 2017 | Huân chương Lao động Hạng Ba                                      | Chủ tịch nước                                                                |
| 2017 | Bằng khen của UBND tỉnh Điện Biên                                 | UBND tỉnh Điện Biên                                                          |
| 2017 | Bằng khen của UBND tỉnh Bắc Ninh                                  | UBND tỉnh Bắc Ninh                                                           |
| 2019 | Bằng khen của Thủ tướng Chính phủ                                 | Thủ tướng Chính phủ                                                          |
| 2019 | Bằng khen của UBND Tp. Cần Thơ                                    | UBND Tp. Cần Thơ                                                             |
| 2019 | Bằng khen của UBND tỉnh Quảng Bình                                | UBND T. Quảng Bình                                                           |
| 2019 | Bằng khen của Bộ Y tế                                             | Bộ Y tế                                                                      |
| 2019 | Kỷ niệm chương của Ủy ban Nhà nước về người Việt Nam ở nước ngoài | Bộ Ngoại giao                                                                |
| 2020 | Bằng khen của Thủ tướng Chính phủ                                 | Thủ tướng Chính phủ                                                          |
| 2020 | Bằng khen của Ủy ban Trung ương MTTQ Việt Nam                     | UBTWMTTQVN                                                                   |
| 2021 | Bằng khen của Thủ tướng Chính phủ                                 | Thủ tướng Chính phủ                                                          |
| 2021 | Bằng khen của Đại học Quốc gia Hà Nội                             | ĐHQG Hà Nội                                                                  |
| 2022 | Huân chương Lao động Hạng Nhì                                     | Chủ tịch nước                                                                |
| 2022 | Bằng khen của UBND tỉnh Điện Biên                                 | UBND tỉnh Điện Biên                                                          |
| 2022 | Bằng khen của UBND tỉnh Bình Phước                                | UBND T. Bình Phước                                                           |
| 2022 | Bằng khen của UBND tỉnh Bắc Giang                                 | UBND tỉnh Bắc Giang                                                          |
| 2022 | Bằng khen của UBND tỉnh Bắc Ninh                                  | UBND tỉnh Bắc Ninh                                                           |

Giải thưởng Quốc tế
Huân chương cao quý Padma Shri của Chính phủ Ấn Độ năm 2016
Huân chương cao quý Đại Tướng Quân của Chính phủ Vương quốc Campuchia năm 2014.